# Sarong

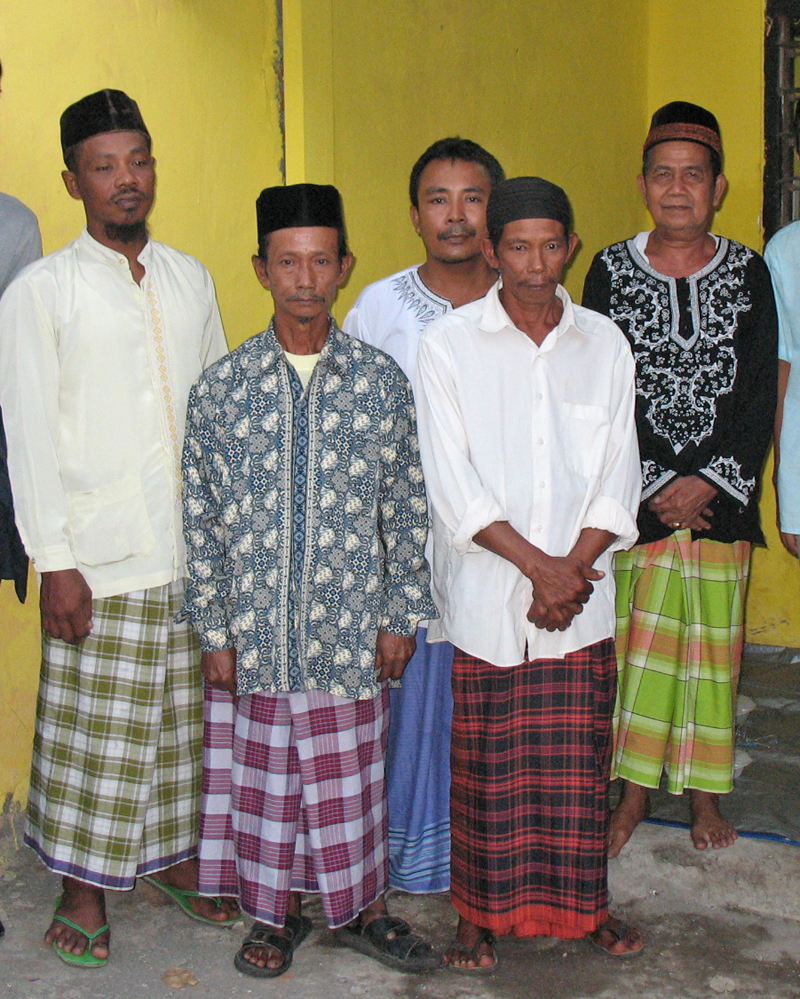
Mężczyźni w sarongach

Sarong – rodzaj spódnicy upiętej z jednego płata tkaniny. Noszona przez kobiety i mężczyzn na Malajach.